# 托尼·奥康纳
托尼·奥康纳（英語：Tony O'Connor，1969年—），爱尔兰男子赛艇运动员。他曾代表爱尔兰参加世界赛艇锦标赛，获得一枚金牌、二枚银牌和二枚铜牌。他也曾参加1996年和2000年夏季奥运会。